# Günter Wulftange
Günter Wulftange (* 20. Juli 1950 in Wallenhorst) ist ein ehemaliger deutscher Fußballspieler.

## Sportlicher Werdegang
Wulftange spielte für den TuS Lingen, mit dem er 1972 in die niedersächsische Verbandsliga und 1974 in die viertklassige Landesliga Niedersachsen aufstieg. Am Ende der Spielzeit 1975/76 erreichte er mit der Mannschaft die Aufstiegsspiele zur Oberliga Nord, belegte aber dort mit der Mannschaft hinter Aufsteiger SV Atlas Delmenhorst und VfR Neumünster mit drei Punkten aus sechs Spielen nur den dritten Platz.
Im Sommer 1976 wechselte Wulftange zum Zweitligisten VfL Osnabrück. Unter Trainer Siegfried Melzig debütierte er als Einwechselspieler für Detlef Hegekötter am ersten Spieltag der Spielzeit 1976/77 beim 1:1-Remis gegen Bayer 04 Leverkusen. Bei seinem Startelfdebüt am achten Spieltag bei der 1:4-Auswärtsniederlage bei Hannover 96 gelang ihm mit dem Ehrentreffer sein erstes Tor im Profifußball. Im Herbst rutschte er jedoch aus der Mannschaft und kam länger nicht mehr zum Einsatz. Seine Rückkehr im März als Einwechselspieler für Günter Schäfer krönte er beim 2:2-Unentschieden gegen Wacker 04 Berlin mit dem Treffer zur zwischenzeitlichen 2:1-Führung in der 87. Spielminute. Am 38. Spieltag kam er beim 4:1-Erfolg gegen den VfL Wolfsburg als Einwechselspieler für Gerd-Volker Schock zu seinem zwölften Zweitligaspiel, mit dem Treffer zum Endstand erzielte er sein viertes Zweitligator.
Wulftange ließ sich nach einem Jahr 2. Bundesliga Nord reamateurisieren und schloss sich dem Siebtligisten Rot-Weiß Damme an, wo er ab Januar 1978 spielberechtigt war und als regelmäßiger Torschütze mit der Mannschaft bis 1979 den Aufstieg in die fünftklassige Landesliga Niedersachsen schaffte. Unter anderem an der Seite seines Ex-Osnabrücker Mitspielers Reinhold Nordmann lief er bis 1984 für den Klub in der Spielklasse auf, ehe er bei Blau-Weiß Hollage in der Bezirksoberliga seine Karriere beendete.